# Anatolij Abramow (literaturoznawca)
Anatolij Michajłowicz Abramow (ros. Анатолий Михайлович Абрамов; ur. 1917, zm. 2005) – literaturoznawca, doktor nauk filologicznych (1970), poeta.

## Życiorys
Absolwent Saratowskiego Instytutu Pedagogicznego (1939). Członek WKP(b) od 1943. Uczestnik II wojny światowej. Od 1949 był wykładowcą na Uniwersytecie w Woroneżu, w 1960-82 kierownikiem katedry, od 1991 profesor. Wydał prace z zakresu badań nad rosyjską i radziecką poezją i zbiory poezji .